# Compost polièdric uniforme
Un compost polièdric uniforme és un compost polièdric els constituents del qual són políedres uniformes idèntics (encara que possiblement enantiomorfs), arranjats de manera també uniforme: el grup de simetria del compost actua transitivament sobre els vèrtexs del compost.
Els composts polièdrics uniformes foren enumerats per primera vegada per John Skilling el 1976, amb una prova que l'enumeració és completa. Es llisten a continuació.

## Llista
| Compoust | Acrònim de Bowers | Imatge | Comptatge de políedres | Tipus de políedres                                        | Cares                              | Arestes | Vèrtecs | Notes                                                     | Grup de simetria                        | Subgrup restringint a un constituent |
| -------- | ----------------- | ------ | ---------------------- | --------------------------------------------------------- | ---------------------------------- | ------- | ------- | --------------------------------------------------------- | --------------------------------------- | ------------------------------------ |
| UC01     | sis               |        | 6                      | tetràedres                                                | 24{3}                              | 36      | 24      | llibertat de rotació                                      | Td                                      | S₄                                   |
| UC02     | dis               |        | 12                     | tetràedres                                                | 48{3}                              | 72      | 48      | llibertat de rotació                                      | Oh                                      | S₄                                   |
| UC03     | snu               |        | 6                      | tetràedres                                                | 24{3}                              | 36      | 24      |                                                           | Oh                                      | D2d                                  |
| UC04     | so                |        | 2                      | tetràedres                                                | 8{3}                               | 12      | 8       | regular                                                   | Oh                                      | Td                                   |
| UC05     | ki                |        | 5                      | tetràedres                                                | 20{3}                              | 30      | 20      | regular                                                   | I                                       | T                                    |
| UC06     | e                 |        | 10                     | tetràedres                                                | 40{3}                              | 60      | 20      | regular 2 políedres constituents incidents en cada vèrtex | Ih                                      | T                                    |
| UC07     | risdoh            |        | 6                      | cubs                                                      | (12+24){4}                         | 72      | 48      | llibertat de rotació                                      | Oh                                      | C4h                                  |
| UC08     | rah               |        | 3                      | cubs                                                      | (6+12){4}                          | 36      | 24      |                                                           | Oh                                      | D4h                                  |
| UC09     | rhom              |        | 5                      | cubs                                                      | 30{4}                              | 60      | 20      | regular 2 políedres constituents incidents en cada vèrtex | Ih                                      | Th                                   |
| UC10     | dissit            |        | 4                      | octaèdres                                                 | (8+24){3}                          | 48      | 24      | llibertat de rotació                                      | Th                                      | S₆                                   |
| UC11     | daso              |        | 8                      | octaèdres                                                 | (16+48){3}                         | 96      | 48      | llibertat de rotació                                      | Oh                                      | S₆                                   |
| UC₁₂     | sno               |        | 4                      | octaèdres                                                 | (8+24){3}                          | 48      | 24      |                                                           | Oh                                      | D3d                                  |
| UC13     | addasi            |        | 20                     | octaèdres                                                 | (40+120){3}                        | 240     | 120     | llibertat de rotació                                      | Ih                                      | S₆                                   |
| UC14     | dasi              |        | 20                     | octaèdres                                                 | (40+120){3}                        | 240     | 60      | 2 políedres constituents incidents en cada vèrtex         | Ih                                      | S₆                                   |
| UC15     | gissi             |        | 10                     | octaèdres                                                 | (20+60){3}                         | 120     | 60      |                                                           | Ih                                      | D3d                                  |
| UC16     | si                |        | 10                     | octaèdres                                                 | (20+60){3}                         | 120     | 60      |                                                           | Ih                                      | D3d                                  |
| UC17     | se                |        | 5                      | octaèdres                                                 | 40{3}                              | 60      | 30      | regular                                                   | Ih                                      | Th                                   |
| UC18     | hirki             |        | 5                      | tetrahemihexàedres                                        | 20{3} 15{4}                        | 60      | 30      |                                                           | I                                       | T                                    |
| UC19     | sapisseri         |        | 20                     | tetrahemihexàedres                                        | (20+60){3} 60{4}                   | 240     | 60      | 2 políedres constituents incidents en cada vèrtex         | I                                       | C₃                                   |
| UC20     | -                 |        | 2n (n>0)               | Prismes p/q-gonals                                        | 4n{p/q} 2np{4}                     | 6np     | 4np     | llibertat de rotació mcd (p,q)=1, p/q>2                   | Dnph                                    | Cph                                  |
| UC21     | -                 |        | n (n>1)                | Prismes p/q-gonals                                        | 2n{p/q} np{4}                      | 3np     | 2np     | mcd (p,q)=1, p/q>2                                        | Dnph                                    | Dph                                  |
| UC22     | -                 |        | 2n (n>0)               | Antiprismes p/q-gonals (tetràedres if p/q=2) (q imparell) | 4n{p/q} (excepte que p/q=2) 4np{3} | 8np     | 4np     | llibertat de rotació mcd (p,q)=1, p/q>3/2                 | Dnpd (si n imparell) Dnph (si n parell) | S2p                                  |
| UC23     | -                 |        | n (n>1)                | Antiprismes p/q-gonals (tetràedres if p/q=2) (q imparell) | 2n{p/q} (excepte p/q=2) 2np{3}     | 4np     | 2np     | mcd (p,q)=1, p/q>3/2                                      | Dnpd (si n imparell) Dnph (si n parell) | Dpd                                  |
| UC24     | -                 |        | 2n (n>0)               | Antiprismes p/q-gonals (q parell)                         | 4n{p/q} 4np{3}                     | 8np     | 4np     | llibertat de rotació mcd (p,q)=1, p/q>3/2                 | Dnph                                    | Cph                                  |
| UC25     | -                 |        | n (n>1)                | Antiprismes p/q-gonals (q parell)                         | 2n{p/q} 2np{3}                     | 4np     | 2np     | mcd (p,q)=1, p/q>3/2                                      | Dnph                                    | Dph                                  |
| UC26     | gadsid            |        | 12                     | antiprismes pentagonals                                   | 120{3} 24{5}                       | 240     | 120     | llibertat de rotació                                      | Ih                                      | S10                                  |
| UC27     | gassid            |        | 6                      | antiprismes pentagonals                                   | 60{3} 12{5}                        | 120     | 60      |                                                           | Ih                                      | D5d                                  |
| UC28     | gidasid           |        | 12                     | antiprismes creuats pentagràmics                          | 120{3} 24{5/2}                     | 240     | 120     | llibertat de rotació                                      | Ih                                      | S10                                  |
| UC29     | gissed            |        | 6                      | antiprismes creuats pentagràmics                          | 60{3} 12{5/2}                      | 120     | 60      |                                                           | Ih                                      | D5d                                  |
| UC30     | ro                |        | 4                      | prismes triangulars                                       | 8{3} 12{4}                         | 36      | 24      |                                                           | O                                       | D₃                                   |
| UC31     | dro               |        | 8                      | prismes triangulars                                       | 16{3} 24{4}                        | 72      | 48      |                                                           | Oh                                      | D₃                                   |
| UC32     | kri               |        | 10                     | prismes triangulars                                       | 20{3} 30{4}                        | 90      | 60      |                                                           | I                                       | D₃                                   |
| UC33     | dri               |        | 20                     | prismes triangulars                                       | 40{3} 60{4}                        | 180     | 60      | 2 políedres constituents incidents a cada vèrtex          | Ih                                      | D₃                                   |
| UC34     | kred              |        | 6                      | prismes pentagonals                                       | 30{4} 12{5}                        | 90      | 60      |                                                           | I                                       | D₅                                   |
| UC35     | dird              |        | 12                     | prismes pentagonals                                       | 60{4} 24{5}                        | 180     | 60      | 2 políedres constituents incidents en cada vèrtex         | Ih                                      | D₅                                   |
| UC36     | gikrid            |        | 6                      | prismes pentagràmics                                      | 30{4} 12{5/2}                      | 90      | 60      |                                                           | I                                       | D₅                                   |
| UC37     | giddird           |        | 12                     | prismes pentagràmics                                      | 60{4} 24{5/2}                      | 180     | 60      | 2 políedres constituents incidents en cada vèrtex         | Ih                                      | D₅                                   |
| UC38     | griso             |        | 4                      | prismes hexagonals                                        | 24{4} 8{6}                         | 72      | 48      |                                                           | Oh                                      | D3d                                  |
| UC39     | rosi              |        | 10                     | prismes hexagonals                                        | 60{4} 20{6}                        | 180     | 120     |                                                           | Ih                                      | D3d                                  |
| UC40     | rassid            |        | 6                      | prismes decagonals                                        | 60{4} 12{10}                       | 180     | 120     |                                                           | Ih                                      | D5d                                  |
| UC41     | grassid           |        | 6                      | prismes decagràmics                                       | 60{4} 12{10/3}                     | 180     | 120     |                                                           | Ih                                      | D5d                                  |
| UC42     | gassic            |        | 3                      | antiprismes quadrats                                      | 24{3} 6{4}                         | 48      | 24      |                                                           | O                                       | D₄                                   |
| UC43     | gidsac            |        | 6                      | antiprismes quadrats                                      | 48{3} 12{4}                        | 96      | 48      |                                                           | Oh                                      | D₄                                   |
| UC44     | sassid            |        | 6                      | antiprismes pentagràmics                                  | 60{3} 12{5/2}                      | 120     | 60      |                                                           | I                                       | D₅                                   |
| UC45     | sadsid            |        | 12                     | antiprismes pentagràmics                                  | 120{3} 24{5/2}                     | 240     | 120     |                                                           | Ih                                      | D₅                                   |
| UC46     | siddo             |        | 2                      | icosàedres                                                | (16+24){3}                         | 60      | 24      |                                                           | Oh                                      | Th                                   |
| UC47     | sne               |        | 5                      | icosàedres                                                | (40+60){3}                         | 150     | 60      |                                                           | Ih                                      | Th                                   |
| UC48     | presipsido        |        | 2                      | grans dodecàedres                                         | 24{5}                              | 60      | 24      |                                                           | Oh                                      | Th                                   |
| UC49     | presipsi          |        | 5                      | grans dodecàedres                                         | 60{5}                              | 150     | 60      |                                                           | Ih                                      | Th                                   |
| UC50     | passipsido        |        | 2                      | petits dodecàedres estelats                               | 24{5/2}                            | 60      | 24      |                                                           | Oh                                      | Th                                   |
| UC51     | passipsi          |        | 5                      | petits dodecàedres estelats                               | 60{5/2}                            | 150     | 60      |                                                           | Ih                                      | Th                                   |
| UC52     | sirsido           |        | 2                      | grans icosàedres                                          | (16+24){3}                         | 60      | 24      |                                                           | Oh                                      | Th                                   |
| UC53     | sirsei            |        | 5                      | grans icosàedres                                          | (40+60){3}                         | 150     | 60      |                                                           | Ih                                      | Th                                   |
| UC54     | tisso             |        | 2                      | tetràedres truncats                                       | 8{3} 8{6}                          | 36      | 24      |                                                           | Oh                                      | Td                                   |
| UC55     | taki              |        | 5                      | tetràedres truncats                                       | 20{3} 20{6}                        | 90      | 60      |                                                           | I                                       | T                                    |
| UC56     | te                |        | 10                     | tetràedres truncats                                       | 40{3} 40{6}                        | 180     | 120     |                                                           | Ih                                      | T                                    |
| UC57     | tar               |        | 5                      | cubs truncats                                             | 40{3} 30{8}                        | 180     | 120     |                                                           | Ih                                      | Th                                   |
| UC58     | quitar            |        | 5                      | hexàedres estelats truncats                               | 40{3} 30{8/3}                      | 180     | 120     |                                                           | Ih                                      | Th                                   |
| UC59     | arie              |        | 5                      | cuboctaèdres                                              | 40{3} 30{4}                        | 120     | 60      |                                                           | Ih                                      | Th                                   |
| UC60     | gari              |        | 5                      | cubohemioctaèdres                                         | 30{4} 20{6}                        | 120     | 60      |                                                           | Ih                                      | Th                                   |
| UC61     | iddei             |        | 5                      | octahemioctaèdres                                         | 40{3} 20{6}                        | 120     | 60      |                                                           | Ih                                      | Th                                   |
| UC62     | rasseri           |        | 5                      | rombicuboctaèdres                                         | 40{3} (30+60){4}                   | 240     | 120     |                                                           | Ih                                      | Th                                   |
| UC63     | rasher            |        | 5                      | petits rombihexàedres                                     | 60{4} 30{8}                        | 240     | 120     |                                                           | Ih                                      | Th                                   |
| UC64     | rahrie            |        | 5                      | petits cubicuboctaèdres                                   | 40{3} 30{4} 30{8}                  | 240     | 120     |                                                           | Ih                                      | Th                                   |
| UC65     | raquahri          |        | 5                      | gran cubicuboctaèdres                                     | 40{3} 30{4} 30{8/3}                | 240     | 120     |                                                           | Ih                                      | Th                                   |
| UC66     | rasquahr          |        | 5                      | gran rombihexàedre                                        | 60{4} 30{8/3}                      | 240     | 120     |                                                           | Ih                                      | Th                                   |
| UC67     | rosaqri           |        | 5                      | grans rombicuboctàedres no convexos                       | 40{3} (30+60){4}                   | 240     | 120     |                                                           | Ih                                      | Th                                   |
| UC68     | disco             |        | 2                      | cubs xatos                                                | (16+48){3} 12{4}                   | 120     | 48      |                                                           | Oh                                      | O                                    |
| UC69     | dissid            |        | 2                      | dodecàedres xatos                                         | (40+120){3} 24{5}                  | 300     | 120     |                                                           | Ih                                      | I                                    |
| UC70     | giddasid          |        | 2                      | grans icosidodecàedres xatos                              | (40+120){3} 24{5/2}                | 300     | 120     |                                                           | Ih                                      | I                                    |
| UC71     | gidsid            |        | 2                      | grans icosidodecàedres xatos invertits                    | (40+120){3} 24{5/2}                | 300     | 120     |                                                           | Ih                                      | I                                    |
| UC72     | gidrissid         |        | 2                      | grans icosidodecàedres retroxatos                         | (40+120){3} 24{5/2}                | 300     | 120     |                                                           | Ih                                      | I                                    |
| UC73     | disdid            |        | 2                      | dodecadodecàedres xatos                                   | 120{3} 24{5} 24{5/2}               | 300     | 120     |                                                           | Ih                                      | I                                    |
| UC74     | idisdid           |        | 2                      | dodecadodecàedres xatos invertits                         | 120{3} 24{5} 24{5/2}               | 300     | 120     |                                                           | Ih                                      | I                                    |
| UC75     | desided           |        | 2                      | icosidodecadodecàedres xatos                              | (40+120){3} 24{5} 24{5/2}          | 360     | 120     |                                                           | Ih                                      | I                                    |